# Iulis
Iulis (grec: Ιουλίδα, Iulida) és una localitat de Grècia, capital de l'illa de Kea. L'any 2011 la seva població era de 633 habitants.

## Història
A l'antiguitat, Iulis (o Iúlida; grec antic: Ἰουλίς, Iulís) fou una de les quatre polis de l'illa de Ceos, juntament amb Peessa, Cartea i Corèssia. A final del segle v aC, totes quatre s'organitzaren en una federació de polis a efectes de política exterior, però mantengueren la seva independència. La ciutat més important, i probable capital de la federació, era Iulis. A mitjan segle iv aC absorbí Corèssia, que al segle iii aC havia recobrat la independència, però més tard s'hi tornà a sotmetre, atès que, en temps d'Estrabó (segle i aC), depenia de Iulis (ja de manera definitiva).
Iulis va ser el bressol dels personatges històrics més cèlebres de Ceos: Baquílides, Simònides, Aristó, Pròdic i Erasístrat.
Menandre d'Atenes deia que era famosa la llei de Iulis segons la qual «no havien de viure malament qui no pot viure bé», que, pel que sembla, consistia que quan les persones arribaven als seixanta anys havien de beure cicuta perquè els aliments que podia proporcionar l'illa poguessin ser suficients per a tots. Fins i tot durant un setge dels atenesos, els habitants de Iulis van aprovar la mort dels més vells, però quan estaven decidint l'edat límit entre la vida i la mort, els atenesos van alçar el setge. Aquest setge va ocórrer en data indeterminada, encara que es pensa que va poder ser un atac realitzat per Milcíades el Jove.
Durant l'edat mitjana, el nom de Iulis es perdé, i la vila fou coneguda amb el nom de l'illa (Kea, grec: Κέα o també Τζια) i també com a Khora (grec: Χώρα), que significa 'vila', atès que fou la sola població de l'illa que pervisqué. Modernament, amb la creació de l'estat grec, recuperà oficialment el nom antic de Iulis, sota la forma demòtica Iulida (grec: Ιουλίδα), per bé que els noms tradicionals també són en ús.